# شاهین‌ویلا

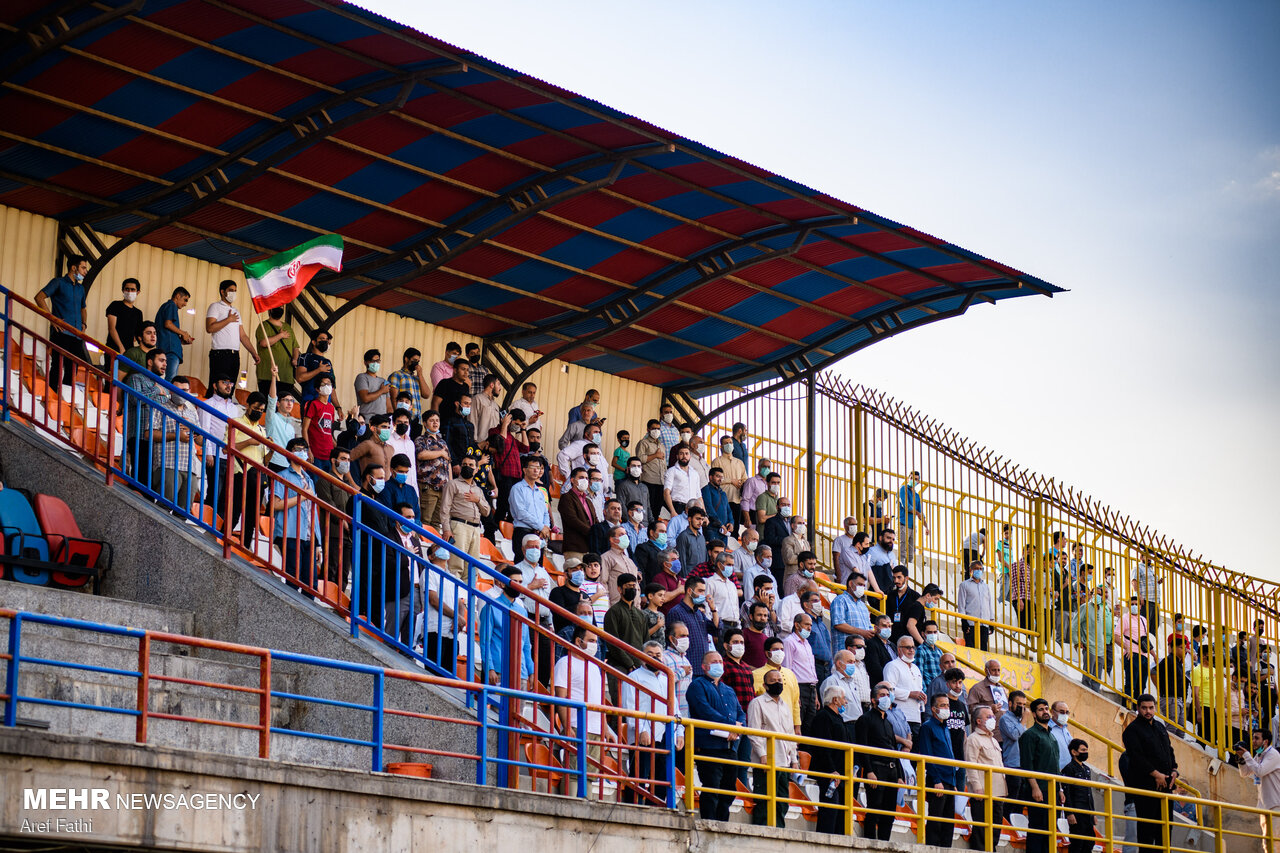
ورزشگاه انقلاب اسلامی کرج

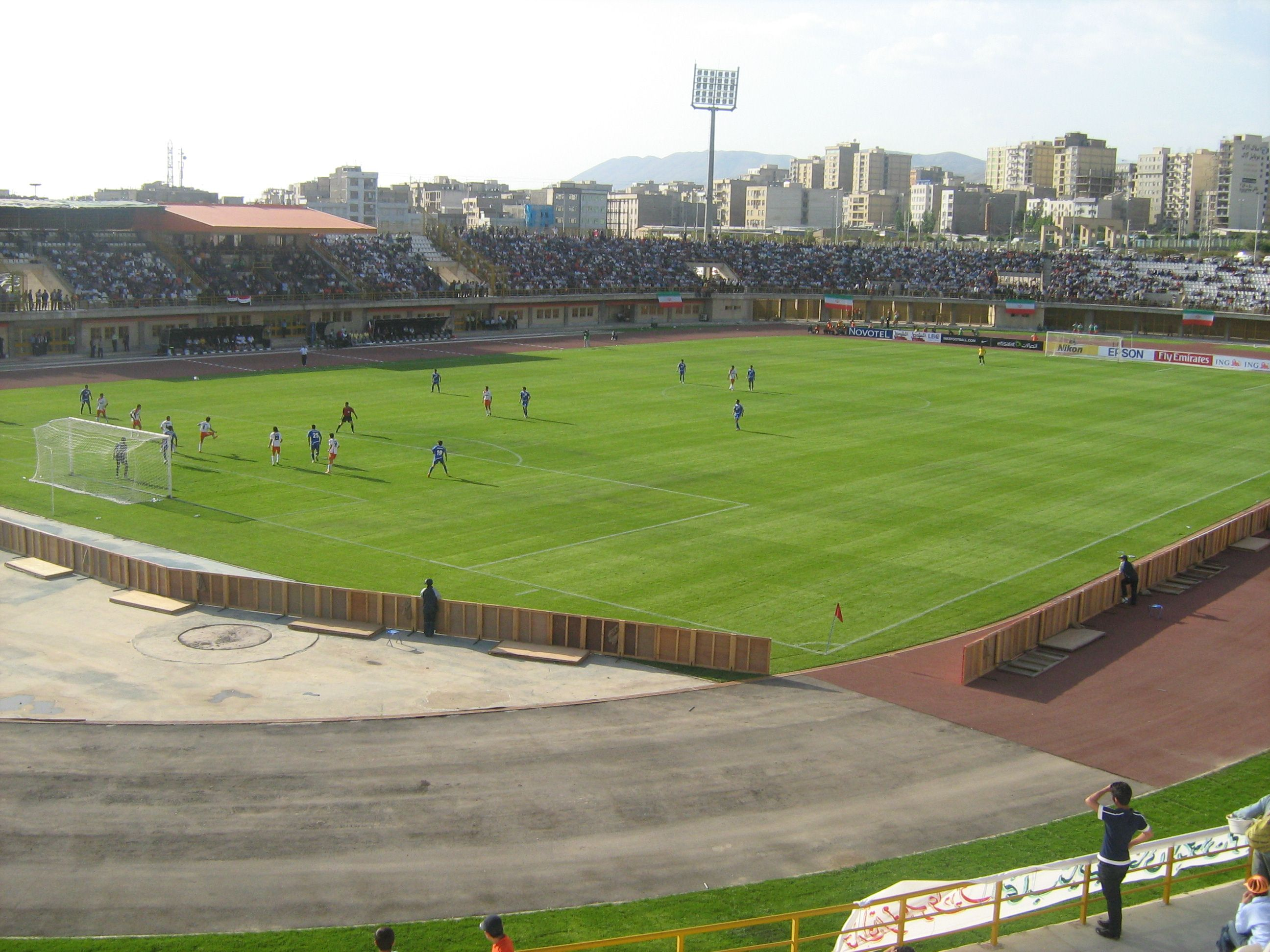
ورزشگاه انقلاب کرج در منطقه شاهین ویلا ساختمانهای مسکونی محله شاهین ویلا در پشت ورزشگاه دیده می‌شوند.

شاهین‌ویلا منطقه‌ای در ناحیه شمالی شهر کرج است که از سمت شرق و جنوب شرقی به گوهردشت (رجائی شهر)، شمال به باغستان و از جنوب و جنوب غربی به حصارک بالا مرتبط می‌باشد.

## ویژگی‌ها
شاهین ویلا چند خیابان اصلی دارد که معروف‌ترین آنها خیابان اصلی شاهین ویلا است که از میدان امام حسین تا خیابان نهم شاهین ویلا به صورت یک طرفه امتداد دارد و همچنین از ویژگی‌های این خیابان خط ویژه مخصوص اتوبوسرانی است.
همچنین خیابان قلم نیز یکی دیگر از خیابان‌های این منطقه است که شروع خیابان از حصارک کرج تا حوالی باغستان از جنوب به شمال امتداد دارد.
خیابان اصلی شاهین ویلا سابق بر این دو طرفه بوده، ولی پس از ساخت و سازها که ساختمان‌های ویلایی را تبدیل به آپارتمان‌ها نمود و به تبع آن افزایش جمعیت و بار ترافیک ایجاد شده؛ این خیابان یکطرفه گردید.

## محدوده ورزشکار خیز
محله شاهین ویلا از معدود مناطقی می‌باشد که بستر تجمع سالن‌ها و تیم‌های ورزشی و محل سکونت، اکثر ورزشکاران و قهرمانان سرشناس ایران می‌باشد.
از جمله این ورزشکاران می‌توان به: روح‌الله داداشی، علی داداشی، مسلم دارابی، مصطفی حجتی، کریم گرشاسبی، مهدی محمدی و محمدرضا اسفیدانی اشاره نمود.

## پیشینه
شاهین‌ویلا پیشتر روستایی به نام صوفی آباد و مالک آن سناتور یدالله دهستانی بوده که آن را به بهای ششصد هزار تومان خریده بوده‌است.